# Ciao! (ムーンライダーズのアルバム)
『Ciao!』（チャオ）は、ムーンライダーズの22枚目のオリジナル・アルバム。

## 解説
前作から2年ぶりのアルバム（OTOTOY限定の「Here we go'round HQD」等を含めれば25枚目）。
全編新曲で構成され、今となっては数少ない「ノンシングルアルバム」となっており、前年に発売したシングル作品の「ゲゲゲの女房のうた（A Ge Ge Version）」「日曜はダメよ」「くれない埠頭 2010」は収録されていない。
タイトルの「Ciao!」はイタリア語で「こんにちは」若しくは「さようなら」の意味で使われる挨拶語。
制作について、鈴木慶一は発売年に起きた東日本大震災の影響も「ないことはない」と語っており、実際作品中にも震災を暗喩したような作品が収録されている。
但し、休止発表をした日が11日というのは偶然で、満月の日ということを意識したとのこと。
全員が楽曲制作に携わり、一人丁度2曲ずつの12曲となった。
ムーンライダーズ作品としては、初めて本格的にiTunes Storeで販売開始されたほか、音楽配信サイト・OTOTOYでは、MP3形式のほかに、ロスレス音源のHQD版（24bit/48kHz、WAV）での配信も行われている。
CD盤は、同バンド初となるBlu-Spec CDでの販売となった。
ライヴ会場及び公式サイトの月面マーケットにおける通販で4000枚限定で販売されたLPが存在する。LPのみ、「組曲!チャオ」「弱気な不良 Part-1」の2曲が収録されている。
本作発表に先駆けて、最後の配信シングル「Last Serenade」が2011年中のみOTOTOYにて無料配信されていた。
「Last Serenade」は本作のCD盤には未収録で、アナログ盤にはメドレーの1曲として採用されるに留まった。
「Last Serenade」がソフト化されるのは発売から約半年経った2012年4月21日発売の12インチシングル「Ciao!EP」まで待たねばならなかった。

## 収録曲
1. who’s gonna be reborn first?
作詞・作曲：白井良明
8分の7拍子で構成されたオープニングトラック。アルバムの1曲目は既聴感がないもの、新しい曲を持っていこうという試みからこの位置とされた。『最後の晩餐』のオープニング曲「who’s gonna die first」と対になることを意図している。
2. 無垢なままで
作詞・作曲：武川雅寛
初期段階ではもっとトラッドっぽかった作品とのこと。アイコンとしてのトラッドを使いたくなかったため、イントロをフルートだけにしてアイリッシュを薄めている。
3. Mt.,Kx
作詞・作曲：鈴木慶一
もともとはアニメのサントラ用に作られた作品だったが、製作者側の意向で没作品となったものを流用した楽曲。本作では完全にフレーズだけが決まっており、リズム、ベース、キーボードといった断片的なイメージが漠然とした段階でメンバーに託し、演奏段階で偶発性を意図して完成形に仕上げていった。弦楽器的な音は、マンドリンにシンセをかぶせて演奏したもの。歌の語尾は、インド人のビブラートを波形で検出して、それを参考に書き変えている。
4. ハロー マーニャ小母さん 〜Hello Madam Manya〜
作詞：鈴木慶一・岡田徹　作曲：岡田徹
牧歌的なメロディーでありながら、実は反核を訴えた作品。
鈴木慶一曰く「地震がなかったら、こんな歌詞は書かなかったと思う」としており、〈マーニャ〉はキュリー夫人、〈アルフ小父さん〉はアルフレッド・ノーベル、〈ロバート小父さん〉はロバート・オッペンハイマー、〈アルベルト小父さん〉はアインシュタインをそれぞれ意味しており、「裏のステイトメントとして隠して入れておこうっていう感じ」としている。
5. Pain Rain
作詞・作曲：かしぶち哲郎
大正琴や月琴を用いた和風バラード。月琴は鈴木の私物をそのまま利用した。
6. 折れた矢
作詞・作曲：鈴木博文
スタジオの外に落ちていた看板や壊れたシンバルを用いた実験的な作品。鈴木慶一、鈴木博文、武川雅寛の3人がメインヴォーカルを採っている。
7. Masque-Rider
作詞・作曲：白井良明
仮タイトルは「仮面ライダー」。白井良明のバラードのパターンを逸脱したサウンドにしたいというテーマで製作された。
白井の声を活かす為、ヴォーカル・トラックを「少し甘めに、しっとりした感じで録ってほしい」とエンジニアに依頼している。
8. オカシな救済
作詞・作曲：鈴木博文
鈴木博文曰く「アル・グリーン」。「ソウル・ミュージック寄りの感じって、鈴木博文の持ってるものなんだよ。」とは鈴木慶一の弁。
9. 弱気な不良 Part-2
作詞・作曲：武川雅寛
シタール、ヴァイオリンを用いた楽曲。シタールを入れたのは白井のアイデア。シタールを入れる前は、ワールド・ミュージック風のフレーズを曲のところどころに入れていたが、そこに後でシタールをかぶせている。間奏の4分の7拍子は鈴木博文のアイデアで、間奏の部分は別に録音している。Part-2とあるが、Part-1はLP盤のみに収録。
10. 主なくとも 梅は咲く ならば（もはや何者でもない）
作詞・作曲：鈴木慶一
スキャットを用いた〈労働者ソング〉の完結編的楽曲。荒々しい演奏を目論んで「ヤ」と「ラ」を混ぜたブラジル風のスキャットを取り入れている。
11. ラスト・ファンファーレ 〜The Last Fanfare〜
作詞・作曲：かしぶち哲郎
70年代にローリング・ストーンズが入場曲に用いていたアーロン・コープランドの「庶民のためのファンファーレ」をモチーフに作成されたフィナーレ序曲。
12. 蒸気でできたプレイグランド劇場で ～The Vapor Theatre "Playground"〜
作詞：鈴木慶一　作曲：岡田徹
CD盤におけるムーンライダーズ最終楽曲。活動休止にあたってのメッセージが込められているが、楽曲そのものは明るい雰囲気となっている。制作自体は最後から二番目に出来上がった。歌詞は「また来る」という意味は残しつつも、舞台となる劇場は取り壊される内容となっている。

## アナログ盤

### SIDE A
1. who's gonna be reborn first?
2. 無垢なままで
3. Mt.,Kx
4. ハロー マーニャ小母さん 〜Hello Madam Manya〜

### SIDE B
1. Pain Rain
2. 折れた矢
3. Masque-Rider
4. オカシな救済

### SIDE C
1. 弱気な不良 Part-1
CD盤の「弱気な不良 Part-2」のバージョン違い。
2. 主なくとも 梅は咲く ならば(もはや何者でもない）
3. ラスト・ファンファーレ〜The Last Fanfare〜
4. 蒸気でできたプレイグランド劇場で ～The Vapor Theatre "Playground"〜

### SIDE D
1. チャオ!組曲 Suite: Ciao!
LP盤におけるラストトラックにして、18分を超えるアウトテイクメドレー。フィナーレを飾る「Last Serenade」は配信版と異なり、岡田がヴォーカルを担当している。
メドレーの構成は下記の通り。なお、本曲は、可能であればCD盤にも収録予定だったが、構想が纏まったのが発売直前だったため、アナログ盤のみの収録となった。よって、CD盤に収録しても収録時間がオーバーとならないように18分と計算されている。
オリジナルのLPでは「サージェント・ペパー・インナー・グルーヴ」のようにエンドレスとなっており、ラスト部分は針を戻さない限り永遠に再生される仕掛けが施されている。鈴木慶一曰く「こういう仕掛けはアナログにしかできない」。
メドレー曲目「月面パラダイス立ち入り禁止.〜Moon Base-Authorized Personnel Only-No Storage 〜　- 老いた石 - 悪戯な60代 -jewerlyの在り処 - 思い出のサマー・フィールズ 〜a song falls on everything〜 - 聴こえなかったシグナル 〜karma event horizon〜 - ルナティック・アカデミーTokyo分校 校歌 〜Cry for the moon〜 - 虹の上にボロボロのバカがいる - ガリバーたちの週末 - 無垢なままで - 屋根裏のベンチ - Silent Afternoon - Last Serenade - 2010s Ciao!」

## Ciao! EP

### SIDE A
1. 折れた矢
2. Masque Rider
3. 主なくても梅は咲くならば
4. Last Serenade
期間限定の無料配信のみで聴けたラストシングル。正式なソフトパッケージ化はこのEPのみである。
EP盤収録のものは、組曲と異なり、配信版そのもので、鈴木慶一がヴォーカルを担当したテイク。

### SIDE B
1. チャオ!組曲 Suite: Ciao!

## 参考資料及び外部リンク
公式ページCiao!インタビュー